# Gross Indecency: The Three Trials of Oscar Wilde
Gross Indecency: The Three Trials of Oscar Wilde (Grosería indecente: los tres juicios de Oscar Wilde)  es una obra de teatro de 1997 escrita y dirigida por Moisés Kaufman. Se trata de los tres juicios de Oscar Wilde sobre su relación con Lord Alfred Douglas y otros hombres. 

## Antecedentes

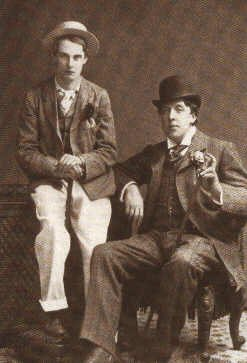
Oscar Wilde y Alfred Douglas juntos

En ese momento, la homosexualidad era ilegal en el Reino Unido, cuando Wilde mantenía una relación con Lord Alfred Douglas, un hombre más joven que él, cuyo padre quería que terminara tal vínculo, por lo que Wilde fue acusado de "cometer actos de gran indecencia con otros hombres". Kaufman creó la obra a partir de una extensa investigación, y en la pieza utiliza citas de "documentos judiciales contemporáneos, artículos de periódicos y libros de, y acerca de Wilde", refiriéndose abiertamente a estas fuentes directas, haciendo que los actores lean tales documentos en el escenario.
El primer juicio fue un juicio privado por difamación criminal el cual Wilde presentó contra el padre de Douglas, el marqués de Queensberry, por las declaraciones que hizo sobre el escritor. Wilde perdió este juicio.
Dada la publicidad sobre su relación con Douglas, y las propias declaraciones de Douglas sobre el escritor, Wilde fue acusado de homosexualidad y llevado a juicio penal. En el segundo juicio, el primero por estos cargos, el jurado no llegó a un veredicto. En el tercer juicio, el segundo por actos homosexuales, Wilde fue sentenciado y condenado a la pena de trabajos forzados.

## Elenco
- Michael Emerson - Oscar Wilde[1]
- Bill Dawes - Lord Alfred Douglas
- Robert Blumenfeld - Su padre, Douglas, el Marqués de Queensberry
- Trevor Anthony - abogado de la acusación
- John McAdams - abogado de la defensa

Los siguientes actores interpretan múltiples papeles y a veces, sirven de coro:
- Andy París
- Greg Pierotti
- Troya Sostillio
- Greg Steinbruner

## Presentaciones
Gross Indecency: The Three Trials of Oscar Wilde  se estrenó off-Broadway el 27 de febrero de 1997 en la Greenwich House de Nueva York. Después de una crítica entusiasta de Ben Brantley de The New York Times, se agotó la boletería y la temporada se extendió. Allí se presentó hasta el 5 de mayo, y luego se transfirió al comercial Minetta Lane Theatre, también off-Broadway, donde se estrenó en junio de 1997.
La obra también se estrenó ese año en la costa oeste, en noviembre de 1997 en el Theatre on the Square. de San Francisco. Más tarde se realizaron dos producciones aclamadas por la crítica de Los Ángeles: la primera en el Mark Taper Forum en 1998. Más de 10 años después, Susan Lee dirigió un reeestreno de la obra en el Eclectic Theatre en 2009.

## Recepción
Ambas producciones en Los Ángeles fueron aclamadas por la crítica.